# Clades Lolliana
Als Clades Lolliana (lateinisch: „Niederlage des Lollius“) wird ein Gefecht nördlich von Bonna (Bonn) zwischen römischen Truppen und den germanischen Stämmen der Sugambrer, Tenkterer und Usipeter bezeichnet, das 17 oder 16 v. Chr. stattfand und mit einer römischen Niederlage endete.
Nach einem erneuten Einfall der drei germanischen Stämme in das linksrheinische Gebiet, das zur römischen Provinz Gallien gehörte, zog der dortige Statthalter Marcus Lollius diesen entgegen. Jedoch siegten die germanischen Stämme, die von dem sugambrischen Kriegsherzog Maelo angeführt wurden, über Lollius und waren sogar in der Lage, den Adler der 5. Legion zu erbeuten. Dieser Verlust bedeutete einen hohen Prestigeverlust für den Kaiser Augustus, der die Bedeutung des Legionsadlers in der römischen Öffentlichkeit gerade herausgestellt hatte, um das Ende des Konfliktes mit den Parthern, die drei erbeutete Legionsadler an das römische Reich zurückgegeben hatten, in besserem Licht darzustellen. Augustus brach noch im Jahr 16 v. Chr. nach Gallien auf, wo er drei Jahre blieb. Die Lollius-Niederlage wird oft als auslösender Faktor für seinen mit den Drusus-Feldzügen (12 bis 8 v. Chr.) beginnenden Versuch gesehen, Germanien zu erobern.
Die Niederlage wird von zahlreichen antiken Schriftstellern erwähnt. Die ausführlichsten Schilderungen finden sich bei Velleius Paterculus und Cassius Dio. Tacitus und Sueton stellen die Niederlage des Lollius mit der des Varus 9 n. Chr. zusammen. Weitere Erwähnungen gibt es bei Iulius Obsequens, dem griechischen Epigrammatiker Krinagoras und eventuell Properz. Wie schwer die römische Niederlage tatsächlich ausgefallen ist, lässt sich dennoch kaum erkennen. Laut Cassius Dio (und einer Andeutung bei Horaz) schlossen die Germanen Frieden, sobald sie von der bevorstehenden Ankunft des Augustus hörten, doch wird nicht erwähnt, ob es dabei auch zur Rückgabe des Adlers kam.